# Горохова, Мария Павловна
Мария Павловна Горохова — советский хозяйственный и государственный деятель, Заслуженный врач РСФСР.

## Биография
Родилась в 1924 году в селе Новосёлки. Член КПСС.
Окончила Московский медицинский институт.
В 1948—1985 — главный врач Краснохолмской участковой больницы Шиловского района Рязанской области.
Депутат Верховного Совета СССР 6-го и 7-го созывов.
Умерла в 2021 году в Новомичуринске Пронского района.

## Награды и звания
- Орден Ленина (1966)